# 52.ª Feira do Livro de Porto Alegre
A 52ª Feira do Livro de Porto Alegre aconteceu entre os dias 27 de outubro a 12 de novembro de 2006. A Feira do Livro de Porto Alegre é uma realização da Câmara Rio-grandense do Livro e, em 2006, ocupou a Praça da Alfândega, a Avenida Sepúlveda, o Porto de Porto Alegre, o Centro Cultural CEEE Erico Verissimo, a Casa de Cultura Mário Quintana, o Memorial do Rio Grande do Sul e o Santander Cultural.

## País homenageado

O país homenageado foi o Japão, já que se comemoravam os 50 anos da imigração japonesa para o Rio Grande do Sul.

## Patrono
O patrono da 52ª Feira do Livro foi o escritor pelotense Alcy Cheuiche, que tem entre suas obras, principalmente romances e biografias. As obras mais destacadas de Cheuiche são Sepé Tiaraju: Romance dos Sete Povos das Missões, Ana Sem Terra e A Mulher do Espelho. Foi na Feira do Livro de 1967 que Cheuiche autografou seu primeiro livro, O Gato e a Revolução. Seu trabalho mais recente é Jabal Lubnàn - As Aventuras de um Mascate Libanês (editado em 2003), que conta a trajetória de seu avô.
Cheuiche concorreu ao posto de Patrono com Neltair Abreu (Santiago), Fabrício Carpinejar, Luís Augusto Fischer, Charles Kiefer, Luiz de Miranda, Airton Ortiz, Juremir Machado da Silva, Jane Tutikian e Carlos Urbim.

## Convidados

### Convidados de fora do Rio Grande do Sul
- Ricardo Azevedo
- Toni Brandão
- Júlio Emilio Braz
- Pedro Bandeira
- Rogério Andrade Barbosa
- Ingrid Biesemeyer
- Adriana Falcão
- Daniel Munduruku
- Edimilson de Almeida Pereira
- Luciana Savaget

### Convidados do Rio Grande do Sul
- Valesca de Assis
- Hermes Bernardi Jr.
- Marcelo Carneiro da Cunha
- Luis Dill
- Luís Augusto Fischer
- Paula Mastroberti
- André Neves
- Caio Ritter
- Moacyr Scliar
- Celso Sisto
- Jane Tutikian
- Carlos Urbim

## Livros mais vendidos
A lista de livros mais vendidos da Feira do Livro de Porto Alegre é compilada nos dias de feira utilizando-se de pesquisas aleatórias nas sacolas de compras dos clientes. A amostra diária era de 1340 pessoas (0,001% da população porto-alegrense).

### Ficção
1. Bruto, de Thedy Corrêa (L&PM);
2. A bruxa de Portobello, de Paulo Coelho (Planeta);
3. Da Terra à Lua, de Júlio Verne (Melhoramentos);
4. Vagamundo, de Eduardo Galeano (L&PM):
5. O Código da Vinci, de Dan Brown (Sextante);
6. Música perdida, de Luiz Antonio de Assis Brasil (L&PM);
7. Em outras palavras, de Lya Luft (Record);
8. Memórias do subsolo, de Fiódor Dostoiévski (34);
9. A carta roubada, de Edgar Allan Poe (L&PM Pocket);
10. Viagem ao centro da Terra, de Júlio Verne (Melhoramentos);
11. Negro Bonifácio, de Simões Lopes Neto (Mercado Aberto)
12. O boi dos chifres de ouro, de Ivo Bender (Mercado Aberto).

### Não-ficção
1. Fatos e mitos sobre sua saúde, de Fernando Lucchese (L&PM);
2. 71 segundos - O jogo de uma vida, de Luiz Zini Pires (L&PM);
3. Inter Orgulho do Brasil, de Kenny Braga (Já);
4. Receitas de família Anonymus Gourmet, de José Antônio Pinheiro Machado (L&PM);
5. Na trilha da humanidade, de Airton Ortiz (Record);
6. Marley e eu, de John Grogan (Prestígio);
7. Girls: Garotas de atitude, de Marcel Pabst (Designe Stark);
8. A utopia, de Thomas Morus (Escala);
9. Inteligência quântica, de Jorge Menezes  (Besouro Box);
10. Educando crianças índigo, de Egidio Vecchio (Butterfly) e
11. Quando o luto adoece o coração, de Patrícia Pereira Ruschel (EdiPucrs).

### Auto-ajuda / Esotérico
1. Afinal, quem somos?, de Moacir Costa de Araújo Lima (AGE);
2. Tudo tem seu preço, de Zíbia Gasparetto (Vida e consciência);
3. O Evangelho segundo o Espiritismo, de Allan Kardec (IDE);
4. Violetas na janela, de Vera Lucia M. de Carvalho (Petit);
5. Porque comigo?, de Vera Lúcia M. de Carvalho (Petit);
6. As 100 leis da felicidade, de Petter Adams (Sapienza)
7. Consagrações umbandistas, de Rubens Saraceni (Madras).

### Infantil e juvenil
1. As aventuras dos carros, de Patrícia Amorim (Vale das Letras)
2. Barbie: Atividades divertidas, sem autor (Ciranda Cultural)
3. Super carros, de Luciana Côrrea (icho Esperto)
4. As aventuras de Floribella, de Patrícia Moretzsohn (Landscape)
5. Pequenos filhotes, sem autor (Vale das Letras)
6. Garfield: Toneladas de diversão, de Jim Davis (L&PM)
7. Princesas, sem autor (Vale das Letras)
8. Vida de cachorro (kit), sem autor (Bicho esperto)
9. Clássicos de Natal, sem autor (Brasileitura)
10. Peter Pan Escarlate, de Gerdaine Maccawghrean (Salamandra)
11. Princesas, sem autor (Vale das Letras)
12. A turma do bicho papão, sem autor (Vale das Letras)